# 古爾德堡海峽
古爾德堡海峽是丹麥的海峽，位於該國東南部波羅的海，將西面的洛蘭島和東面的法爾斯特島相隔，南接梅克倫堡灣，長約20公里。
54°45′47″N 11°49′55″E / 54.763°N 11.832°E